# Secret War
Secret War (Guerra secreta) es un arco argumental de cómics publicado por Marvel Comics en 2004 y 2005, que consta de una miniserie central de cinco números escrita por Brian Michael Bendis y dibujada por Gabriele Dell'Otto, y varias revistas relacionadas. Se basa vagamente en operaciones clasificadas que Bendis escuchó durante su infancia de labios de un oficial anónimo de alto rango de la Comunidad de Inteligencia de los Estados Unidos.
El arco argumental se centra en un cruce de superhéroes a gran escala que incluye personajes como Spider-Man, Capitán América, Wolverine, Daredevil, Luke Cage y Nick Fury enfrentándose a una amplia gama de supervillanos que han recibido armamentos de alta tecnología de manos de un misterioso benefactor.
El primer número se publicó en abril de 2004. Si bien estaba previsto originalmente que el arco se tratara de una publicación bimestral, enfrentó grandes retrasos. Se completó con la publicación del número cinco en diciembre de 2005.
Las secuelas de la serie fueron exploradas en historias en la serie The Pulse y Bendis ha incluido a muchos de los mismos personajes en sus títulos de Nuevos Vengadores. Este evento fue el comienzo de una serie de eventos de cruces de ocho años de duración que terminaron con Avengers vs. X-Men.
Si bien tienen nombres similares, el arco argumental de Secret War no tiene relación alguna con las series limitadas originales Secret Wars o Secret Wars II que fueron publicadas por Marvel a mediados de la década de 1980, aunque su título está claramente inspirado en aquellas. Esos arcos argumentales recibieron su propio sucesor espiritual en Beyond!, que fue publicada en 2006.
Bendis ha comentado que Secret War está conectada con el arco argumental de «Secret Invasion», en la que la raza de los skrull ha infiltrado varias instituciones de la Tierra.

## Sinopsis
Nick Fury, director de la agencia de seguridad internacional S.H.I.E.L.D., descubre un complot secreto a manos de la primera ministra de Latveria, Lucia von Bardas, para financiar a un grupo de supervillanos de rango menor con tecnología avanzada, presuntamente de propiedad del dictador previo de Latveria, Doctor Doom (que en ese momento estaba atrapado en el infierno), como medio para sembrar el terror en suelo estadounidense. Fury comunica inmediatamente sus conclusiones al presidente de los Estados Unidos, pero no se le otorga la autorización solicitada para derrocar al gobierno de Latveria post-Doom pues éste recibe apoyo del gobierno de los Estados Unidos. Fury se enoja por lo que considera es la misma complacencia en materia de seguridad previa a los atentados del 11 de septiembre abriendo las puertas al desastre una vez más.
Fury recluta a Capitán América, Spider-Man, Daredevil, Viuda Negra, Luke Cage, Wolverine y la agente superhumana de S.H.I.E.L.D. Daisy Johnson en un intento privado de derrocar de manera encubierta al gobierno de Latveria.
Una represalia masiva se ve desatada en Nueva York un año después, que deja a Luke Cage en coma mientras que Fury y un grupo de héroes neoyorquinos se enfrentan a una Von Bardas cíborg y a su ejército de alta tecnología. Se revela que esta represalia es una trampa para los superhéroes neoyorquinos cuando Von Bardas arma una bomba de alta tecnología conectada a la tecnología que fue puesta en manos de su ejército de supervillanos.
La Von Bardas cíborg es destruida por Daisy Johnson, la bomba es desarmada y el ejército de supervillanos es derrotado y capturado. El Capitán América inmediatamente exige respuestas a Nick Fury sobre lo acontecido. Pronto se les unen los X-Men, y Wolverine ataca a Fury hasta que Johnson le dice que a quien tiene delante es de hecho un Life Model Decoy (una réplica robótica) y que el verdadero Fury ya se ha marchado. A través del Life Model Decoy, Fury revela la invasión de Latveria así como el hecho de que a los héroes (con la excepción de los agentes de S.H.I.E.L.D., Viuda Negra y Daisy Johnson) les lavaron el cerebro después. Nick Fury les informa a los héroes luego que esta será la última vez que lo verán y que espera que aquellos involucrados en su plan entiendan que lo que hizo era necesario.
Maria Hill, quien lo sustituye como directora de S.H.I.E.L.D. descubre los detalles de la historia a través del interrogatorio de la agente Johnson en el dispositivo de enmarcamiento actual de la historia.

## Protagonistas

### Héroes
- S.H.I.E.L.D.
  - Nick Fury
  - Nick Fury Life Model Decoy
  - Viuda Negra
  - Daisy Johnson
- Capitán America
- Ojo de halcón
- Spider-Man
- Daredevil
- Luke Cage
- X-Men
  - Bestia
  - Cíclope
  - Emma Frost
  - Kitty Pryde
  - Wolverine
- Los 4 Fantásticos
  - Señor Fantástico
  - Mujer Invisible
  - Antorcha Humana
  - Cosa

### Supervillanos
- Lucía von Bardas
- Búmerang
- Constrictor
- Dinamo Carmesí IX
- Crossfire
- Iguana III
- Anguila II
- Goldbug
- Segador
- Hobgoblin V
- Jack O'Lantern
- Killer Shrike
- Cobra
- Lady Octopus
- Mentallo
- Señor Miedo IV
- Quemador
- Escorpión I
- Shocker
- Spider-Slayer XIX
- Chapucero
- Trapster
- Mago

### Enlaces
Además de la serie principal de cinco números, otros cómics se relacionaron con el arco argumental. Secret War: From the Files of Nick Fury fue una publicación única de estilo manual que mostraba perfiles de S.H.I.E.L.D. de todos los personajes principales, escrito por Mike Raicht. Estos perfiles se incluyeron en los cinco números de las colecciones de tapa dura y rústica de Secret War, e incluyen una lista de héroes que Fury recomendó fueran enviados en caso de que su ataque sigiloso fallara y se necesitara de un asalto a gran escala (Ojo de Halcón, Spider-Woman, Punisher, Ms. Marvel, Máquina de Guerra, Hulk y Sentry), así como una lista de héroes que Fury contempló incluir en la misión original pero que rechazó por razones diferentes (Cíclope dependía demasiado de su equipo, Fury tenía dudas sobre la capacidad de Doc Samson de salir adelante en una situación de crisis, el Falcon carecía del tipo adecuado de poder, Iron Man haría demasiadas preguntas incluso sin considerar el asunto de traer a alguien que dependía tanto de la tecnología contra el Chapucero, la Cosa era demasiado distintivo visualmente, Kitty Pryde carecía de la mentalidad adecuada y Fury no podía confiar en Mystique o el Hombre Púrpura).
The Pulse #6–9 presentó un arco argumental original que corría en paralelo y se cruzaba con la serie principal (la idea era que durara cinco números, pero cuando los dos últimos números de la miniserie se retrasaron, Bendis optó por eliminar parte del contenido del enlace en lugar de revelar información sobre el evento principal). Este arco argumental se recopiló por separado en su propia edición de bolsillo (The Pulse Volumen 2: Secret War). Bendis ha afirmado también que parte del arco argumental de Invasión Secreta tiene sus inicios en las publicaciones de Secret War, en tanto había estado planeando ese evento durante varios años.

## En otros medios
La historia del videojuego Marvel: Ultimate Alliance 2 comienza con los eventos descritos en Secret War. Empieza desde el ataque al castillo Doom y hasta la derrota de Lucia Von Barda, aunque hay diferencias claves. Mientras que Nick Fury, Capitán América, Spider-Man y Wolverine están involucrados como ocurre en el cómic, Iron Man aparece y sirve como sustituto de Daredevil y por extensión de Luke Cage mientras que Viuda Negra solo juega un papel mínimo guiando a los héroes y ayudando a Fury, mientras que Daisy Johnson no aparece. A partir de ese punto, la historia sigue el arco argumental de «Civil War», que también está conectado con el ataque con bomba de Bardas sobre Nueva York. Los trajes de Wolverine, Luke Cage y Daredevil en Secret War aparecen como uniformes alternativos.
El uniforme de Spider-Man de Secret War aparece como un uniforme alternativo en el videojuego Spider-Man: Shattered Dimensions y en Marvel's Spider-Man.